# Athleta semirugata
Athleta semirugata is een slakkensoort uit de familie van de Volutidae. De wetenschappelijke naam van de soort is voor het eerst geldig gepubliceerd in 1974 door Rehder & Weaver.